# Парламентские выборы в Таиланде (1952)
Парламентские выборы 1952 года в Таиланде состоялись 26 февраля и проходили в соответствии с Конституцией 1949 года. Поскольку в стране в это время не было политических партий, все кандидаты выступали как независимые. В выборах принял участие 2 961 291 избиратель (явка составила 39,0 %).